# Zooted
Zooted è un singolo della cantante statunitense Becky G, pubblicato nel 2018 dalla RCA Records. 
Il brano è in collaborazione con French Montana e Farruko.